# Kulturní šok

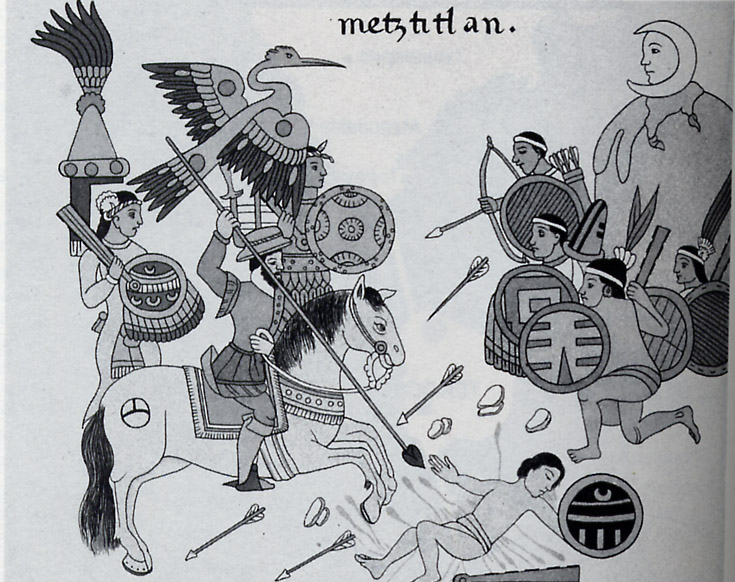
Setkání s dobyvateli s puškami a koňmi šokovalo Aztéky, a tak zmátli Evropany s proroky z východu.

Podle modelu budou mít lidé nejprve (1) líbánky a potom (2) přechodné období, tj. Kulturní šok. Ale později se lidé začnou přizpůsobovat (3) (tečkovaná čára ukazuje, že někteří lidé novou kulturu nenávidí). A (4) se týká některých lidí, kteří se vracejí na své místo, aby se přizpůsobili starověké kultuře.

Kulturní šok je psychický a sociální otřes způsobený překvapivým, nečekaným nebo neuvěřitelným zjištěním, které bylo vyvoláno bezprostředním kontaktem jednotlivce, sociální skupiny nebo celé společnosti s cizí, neznámou, dosud neinteriorizovanou kulturou. Jedná se tedy o pocity ze života v kulturně cizím prostředí, které jsou vyvolány interakcí s podněty, s nimiž se člověk v novém prostředí neustále setkává. Trvání a míra intenzity se u každého jedince liší podle toho, jaké jsou kulturní rozdíly a individuální vlastnosti jedince.
Častými podněty, které přispívají ke vzniku kulturního šoku, jsou: odlišná strava, jiné podnebí, rozdílný jazyk, nové zvyky, ale i obtížnost využití schopnosti sociální interakce získané v původním prostředí.

## Symptomy kulturního šoku
Mezi symptomy kulturního šoku patří:
- nadměrné mytí rukou
- obava z konzumace pití, jídla,
- strach z fyzického kontaktu
- pocit bezmoci
- touha po kontaktu s příslušníky stejné národnosti
- záchvaty vzteku
- odmítání učení se jazyku nové země
- nepřiměřený strach o sebe a o svůj majetek
- absence každodenních úkonů, na které byl jedinec zvyklý (šálek kávy, navštívit příbuzné)[2]

## Fáze kulturního šoku
Kulturní šok se obvykle dělí do čtyř fází, ale někdy bývá zahrnována i fáze návratu.

### Fáze nadšení (honeymoon phase)
Jedinec prožívá první kontakt s novou kulturou. Je fascinován místními zvyky, stylem života, novým jídlem, avšak s novou kulturou komunikuje pouze povrchně. Je především v kontaktu s lidmi, kteří hovoří jeho rodným jazykem. Jedinec si nové prostředí idealizuje, nicméně tato fáze většinou trvá od několika týdnů do šesti měsíců a pocit nadšení rychle vyprchá.

### Fáze frustrace (frustration phase)
Po čase se rozdíly mezi novou a starou kulturou prohlubují, a mohou způsobovat pocit úzkosti. Nadšení střídá frustrace z neporozumění, protože si jedinec začíná uvědomovat skutečnou podobu věcí. Tato fáze je charakterizována nepřátelským postojem k obyvatelům hostitelské země, jakožto k zemi samotné. Objevují se zde symptomy zmíněné výše. Nejdůležitější změna nastává v komunikaci, jazyk se stává hlavní barierou ve vytváření nových vztahů. Nejedná se pouze o jazyk samotný, ale i o odlišnou řeč těla, gesta a tón konverzace.

### Fáze obratu (adjustment phase)
Jedinec si postupně zvyká na novou kulturu, vytváří si nové stereotypy. Již ví, jak se chovat ve většině situací a začíná se opět starat o běžné věci, které mu dříve v hostitelské zemi přišly nerealizovatelné. K místní kultuře zaujímá pozitivní přístup, začíná rozumět běžné konverzaci, například chápe jejich smysl pro humor.

### Fáze přizpůsobení (mastery phase)
Ve fázi přizpůsobení se jedinec plně adaptoval na místní tradice, zvyky a kulturu. Je schopen plně fungovat v této společnosti bez jakýchkoliv problémů. Když dojde k plnému naplnění této fáze, jedinec věci, které dříve odmítal a bál se jich (jídlo, kontakt apod.), již nejen bez problému přijímá, ale začíná si je i užívat. Jedinec většinou poměřuje novou kulturu (do níž přicestoval) svou domácí kulturou, kterou automaticky považuje za směrodatnou a tzv. správnou. Tento postoj sociologie nazývá kulturní etnocentrismus. Pokud fáze obratu nevyústí v přizpůsobení, jedinec většinou volí tzv. únik, tedy návrat do své domácí kultury. Pokud dojde k přizpůsobení, jedinec většinou přestane kulturu, které se přizpůsobil, poměřovat svou domácí kulturou. Přijetí legitimní plurality kultur, kde žádná není směrodatná a jediná správná, sociologie nazývá kulturním relativismem.

### Návrat
Po návratu do původní kultury může paradoxně dojít k obrácenému kulturnímu šoku. Jedinec není schopen fungovat v dříve známém prostředí. Intenzita obraceného kulturního šoku závisí na síle a době prožitku v cizí kultuře. Návrat zpět může být pro jedince mnohem komplikovanější než předchozí adaptace k nové zemi.

## Kulturní šok při terénním výzkumu
Každý antropolog provádějící terénní výzkum v radikálně odlišné kultuře říká, že první dny nebo dokonce týdny terénního výzkumu jej přivedly do psychického stavu známého jako „kulturní šok“.
Pro terénního pracovníka pobývajícího u primitivního národa je však změna významového systému, tedy kultury, naprostá a radikální. Výzkumníci cestují do vzdálených oblastí, mezi různorodá etnika, jejichž jazykem nemusí hovořit a členové kmene nemusí rozumět výzkumníkovi. Nastávají situace, kdy antropolog má hlad nebo žízeň, a musí si ukazovat na ústa a předstírat, že pije nebo jí. Většina antropologů si s sebou do terénu přináší potraviny, jelikož se výzkum obvykle provádí daleko od vyspělé civilizace, tedy jakýchkoli obchodů. Ovšem všichni v různé míře závisejí na místních zdrojích čerstvého masa nebo ryb a zeleniny. Dalším problémem může být, že některé skupiny byly v minulosti zneužívány dominantními společnostmi, proto mohou odmítat jakékoliv cizince.
Příchod do primitivní společnosti je jistě zdrojem úzkostí, ale příčina izolovanosti antropologa je mnohem složitější než pouhá neschopnost se domluvit. Nedostatek porozumění se netýká pouze slov, ale i činností a mimoslovních vyjádření, neboť člověk není schopen vyložit si společenské chování (např. mezi Indiány brazilského kmene Tapirapé na řece Araguaia jsou návštěvníci vítáni obřadním pláčem).